# Vantaa
Vantaa (szw. Vanda) – miasto i gmina w Finlandii, w regionie Uusimaa nad rzeką Vantaanjoki. W 2022 miasto zamieszkiwało 242 819 osób, co dawało mu czwartą co do liczby ludności pozycję w kraju. Wraz z Espoo, Kauniainen i Helsinkami tworzy główny trzon aglomeracji helsińskiej (tak zwany Region Stołeczny, fiń. Pääkaupunkiseutu). W mieście znajduje się główny port lotniczy kraju – Helsinki-Vantaa.
Vantaa zajmuje powierzchnię 240,34 km², z czego 1,97 km² stanowi woda. Do 1972 roku funkcjonowała pod nazwą Helsingin maalaiskunta (gmina ziemska Helsinki), w 1972 uzyskała status miasta targowego (kauppala), a w 1974 prawa miejskie (kaupunki).
Miasto graniczy z gminami: Helsinki, Espoo, Nurmijärvi, Kerava, Tuusula i Sipoo. Jest podzielone na 7 głównych dzielnic (fiń. palvelualueet, szw. storområden): Myyrmäki (Myrbacka), Tikkurila (Dickursby), Hakunila (Håkansböle), Korso, Koivukylä (Björkby) oraz Aviapolis.

## Demografia
** dane szacunkowe na 2030 rok 

## Transport
W mieście znajduje się największe w Finlandii lotnisko Helsinki-Vantaa, obsługujące rocznie 11,1 mln pasażerów.
Przez miasto przebiegają główne drogi krajowe z Helsinek na północ oraz obwodnica aglomeracyjna Kehä III. Leży też na głównej linii kolejowej Helsinki – Riihimäki (Päärata) oraz linii do Vantaankoski. Na obszarze miasta zlokalizowane są stacje kolejowe Hiekkaharju, Koivukylä oraz Tikkurila, która jest główną stacją obsługującą port lotniczy, ze względu na co zatrzymują się na niej pociągi wszystkich klas. Budowana kolejowa obwodnica Helsinek również będzie przebiegała głównie przez obszar miasta.
- Hiekkaharju (stacja kolejowa)
- Koivukylä (stacja kolejowa)
- Tikkurila (stacja kolejowa)
- Port lotniczy Helsinki-Vantaa
- Tramwaje w Vancie

## Sport
- AC Allianssi – klub piłkarski
- Kiekko-Vantaa – klub hokejowy

## Związki wyznaniowe
Na początku roku 2006, spośród 187 281 mieszkańców Vanty, 74,6% (139 805) należało do Kościoła Ewangelicko-Luterańskiego, 1,3% (2434) do kościoła prawosławnego, a 1,6% (2939) do innych  kościołów; 22,5% (42103) jest bez wyznania. W mieście istnieje Biuro Oddziału Towarzystwa Strażnica sprawujące nadzór nad około 19 000 fińskimi Świadkami Jehowy jak również w Estonii, na Litwie i na Łotwie.

## Miasta partnerskie
- Askim, Norwegia
- Frankfurt nad Odrą, Niemcy
- Huddinge, Szwecja
- Jinan, Chińska Republika Ludowa
- Kinieszma, Rosja
- Gmina Lyngby-Tårbæk, Dania
- Matte Yehuda, Izrael
- Mladá Boleslav, Czechy
- Nuuk, Grenlandia
- Powiat Rastatt, Niemcy
- Salgótarján, Węgry
- Seyðisfjörður, Islandia
- Słupsk, Polska